# Descendència
La descendència és la norma que regeix la filiació en els grups socials mitjançant els vincles de parentiu. La descendència és una forma de reconeixement social del llinatge o família, que varia segons la societat. Es diu també de la prole nascuda d'una parella.
La descendència pot ser biològica o jurídica. La descendència biològica es pot transmetre a través de l'home o dona (de manera bilateral) o només a través d'un d'ells (unilateral). La descendència unilateral pot ser patrilineal o matrilineal. La descendència jurídica és la transmissió de drets i deures, i inclou l'herència de la propietat privada i la successió en una posició social. Ambdues uneixen a una generació amb la següent de manera sistemàtica.
Un clan el constitueix un grup de persones que reconeixen la seva descendència d'un avantpassat comú.